# Motyl (czasopismo)
Motyl – czasopismo o charakterze literacko-rozrywkowym, ukazujące się w Warszawie w latach 1828–1831, skierowane do szerokiego kręgu odbiorców. Założycielem i wydawcą pisma był Włodzimierz Rafał Drucki-Lubecki, bratanek ministra Franciszka Ksawerego Druckiego-Lubeckiego. Pismo przyczyniło się do rozpowszechnienia twórczości Adama Mickiewicza.

## Opis
Motyl ukazywał się od 1 marca 1828 r. do 5 lutego 1831 r. Początkowo dwa razy w tygodniu, od maja 1828 już jako tygodnik. Posiadał staranną szatę graficzną. Był w formacie octavo, średnio zawierał 8-16 stron. Pismo drukowane było najpierw przez Drukarnię Rządową, a od 1829 r. przez drukarnię należącą do Włodzimierza Rafała Druckiego-Lubeckiego (zwaną drukarnią „Motyla”), działającą przy ulicy Leszno. Tam również mieściła się redakcja pisma. Motyl tłoczony był na białym, cienkim papierze dobrego gatunku. Do każdego numeru dołączano luźne, kolorowe ryciny przedstawiające „mody paryskie” – najczęściej były to ilustracje przerysowane z pism francuskich: „Modes de Paris” lub „Courrier des Dames”. Czasem także dołączano „mody warszawskie”. Przedstawiano na nich stroje dla kobiet, mężczyzn a także dzieci. Czasopismo wychodziło w nakładzie ok. 500–700 egzemplarzy. Stałych prenumeratorów pisma wydawca obdarowywał gratisowymi prezentami w formie m.in. egzemplarzy różnych utworów literackich. W czasie powstania listopadowego Włodzimierz Rafał Drucki-Lubecki opowiedział się po stronie walczących.

## Treść
Motyl był periodykiem o charakterze rozrywkowym. Głównym obszarem zainteresowań wydawcy była literatura. Sporadycznie na jego łamach pojawiały się artykuły literackie i naukowe. Publikowano utwory zarówno klasyków jak i romantyków, np. Kajetana Koźmiana, Franciszka Morawskiego, Adama Mickiewicza. W 1828 r. na łamach czasopisma ukazał się pierwodruk Pieśni Filaretów (pt. Anakreontyk), publikowano obszerne fragmenty Konrada Wallenroda, wydanego ówcześnie w Petersburgu. Drucki-Lubecki prezentował proromantyczną postawę. Poza pierwodrukami poezji Mickiewicza publikował również pozytywne recenzje jego twórczości, m.in. Sonetów krymskich i Konrada Wallenroda.
Czytelnicy Motyla mogli zapoznać się z poezją, prozą, utworami satyrycznymi i romansami historycznymi. Okazjonalnie publikowano artykuły naukowe, m.in. zamieszczono fragmenty dzieła Joachima Lelewela pt.: Dzieje bibliotek. Na łamach pisma ukazał się także anonimowy artykuł o drukarstwie oraz artykuł dotyczący czasopism wychodzących w latach 1826–1829. Drucki-Lubecki w swoim piśmie zamieszczał również biografie sławnych ludzi, poetów, prozaików, uczonych, artystów oraz osób panujących. W czasopiśmie znalazły się również treści przeznaczone dla młodszego odbiorcy – Listy do dzieci polskich zawierały wskazówki moralne, rady patriotyczne; uczyły grzeczności, form towarzyskich, wyjaśniały różne zjawiska. Publikowano różne anegdoty, szarady i zagadki i ciekawostki, np. o nowych wynalazkach. Prowadzono sensacyjną w swoim charakterze kronikę wypadków w kraju i na świecie.